# Mombasa–Nairobi Expressway
|  | Denne artikel beskriver en fremtidig begivenhed Denne artikel eller sektion handler om planlagt eller forventet fremtidig begivenhed. Der kan forekomme spekulativ information, og indholdet kan ændres dramatisk når begivenheden nærmer sig og mere information bliver tilgængelig. |

Mombasa–Nairobi Expressway eller Nairobi–Mombasa Expressway er en planlagt firesporet motortrafikvej i Kenya.
Motortrafikvejen skal forbinde Kenyas hovedstad og største by Nairobi til den anden største by Mombasa som har den største havn i landet.
Den nye motortrafikvej forventes at blive 473 km lang og vil reducere rejsetiderne mellem de to byer fra de nuværende seks til ti timer til cirka fire timer. 
Motortrafikvejen forvendes at åbne i 2026.